# Ficus obliqua
Ficus obliqua, comúnmente conocida como la higuera de hojas chicas (small-leaved fig), es una especie arbórea de la familia Moraceae, nativa del este de Australia, Nueva Guinea, este de Indonesia hasta Sulawesi, e islas en el sudoeste del océano Pacífico. Previamente conocida durante muchos años bajo el nombre de Ficus eugenioides, es un baniano del género Ficus, el cual incluye alrededor de 750 especies en todo el mundo ubicadas mayormente en zonas de clima cálido, de entre las cuales la más conocida por su valor comercial es Ficus carica (la higuera común). La forma más usual de propagación de F. obliqua es a partir de su semilla, depuesta por las aves en el follaje de otras plantas o en las rocas; en el primer caso desarrolla una plántula epifita, en el segundo una litófita. F. obliqua puede crecer hasta 60 m de alto, y la proyección del ancho de su copa puede alcanzar un orden de magnitud similar. En la base del tronco, sus raíces fúlcreas se desarrollan frecuentemente en muro o contrafuerte. El tronco es gris pálido y las hojas son de color verde brillante. Los frutos pequeños, verdes mientras están inmaduros, tornan primero en amarillos y luego en rojos durante la maduración. El proceso de maduración ocurre en cualquier época del año, aunque el pico de maduración se produce en otoño e invierno (abril a julio en su zona de distribución). Conocido como sicono, el fruto es en realidad una inflorescencia compuesta por un receptáculo cóncavo, en cuyo interior hueco se dispone un complejo de cimas muy contraídas con flores unisexuales. F. obliqua es polinizada por dos especies de avispas de los higos -Pleistodontes greenwoodi y P. xanthocephalus. Muchas especies de aves, incluyendo palomas y tórtolas, loros y varios paseriformes, consumen la fruta. La distribución de F. obliqua se extiende a lo largo de la costa oriental de Queensland, a través de Nueva Gales del Sur, como integrante leñoso de la selva, de la sabana, de los bosques esclerófilos y de los bosques de galería. Se utiliza como árbol de sombra en parques y espacios públicos, y se adapta con facilidad para su uso como planta de interior o como bonsái. Todas las partes del árbol se emplearon como medicina tradicional en Fiyi.

## Taxonomía

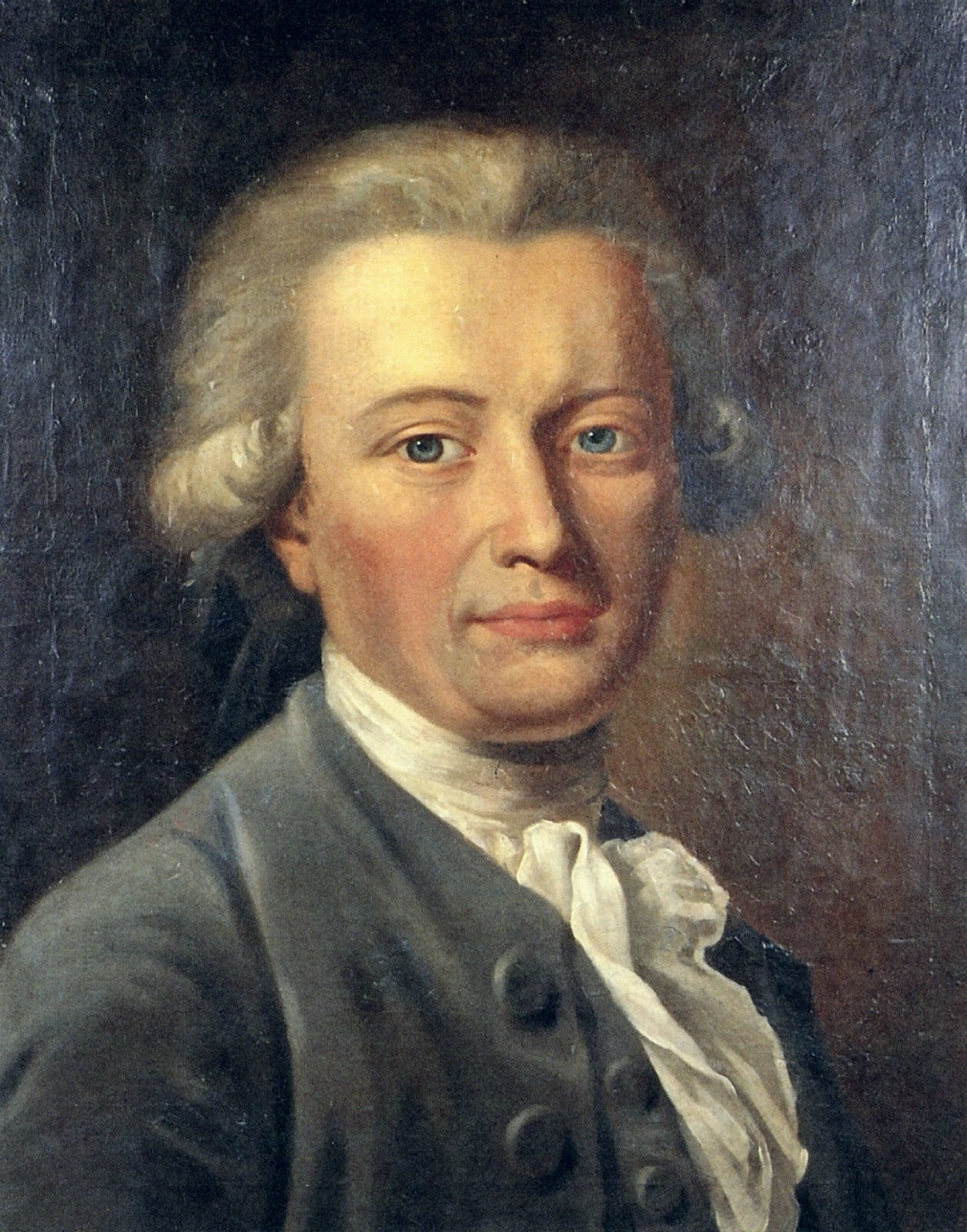
Georg Forster, naturalista alemán que describió a Ficus obliqua por vez primera. Retratado por Johann Heinrich Wilhelm Tischbein.

Vulgarmente conocida como higuera de hojas pequeñas o higuera de hojas chicas, Ficus obliqua fue descripta por el naturalista alemán Georg Forster en 1786 sobre la base de material tipo recolectado en Vanuatu. El botánico holandés Friedrich Anton Wilhelm Miquel la describió como Urostigma eugenioides de la isla Albany en Queensland en 1861, y fue reclasificada en 1867 por Ferdinand von Mueller, botánico del estado de Victoria, como Ficus eugenioides. Así se la designó durante muchos años. Sin embargo, prevaleció finalmente el nombre impuesto por Forster, ya que por regla se le otorga prioridad al nombre más antiguo. El epíteto específico deriva del adjetivo latino obliquus, que significa «oblicuo», aunque el atributo al cual se refiere no está claro.
En 1906, Frederick Manson Bailey describió Ficus tryonii, considerado en la actualidad como F. obliqua, a partir de una colección obtenida de localidades elevadas de la isla Middle Percy (21°39′S 150°16′E / -21.650, 150.267), cercana a la costa del centro de Queensland. Recolectada de la isla Booby (10°36′14.4″S 141°54′39.6″E / -10.604000, 141.911000) por Joseph Banks y Daniel Solander, se la denominó Ficus virginea en 1770, nombre considerado sinónimo de F. obliqua por William Philip Hiern en 1901.
En la actualidad, se califica la especie como monotípica. Hasta 2001 se reconocieron tres variedades de Ficus obliqua —F. obliqua var. petiolaris, F. obliqua var. obliqua, y F. obliqua var. puberula, de Australia Occidental. Sin embargo, una revisión del grupo llevó a la conclusión de que F. obliqua var. petiolaris correspondía en realidad a la especie Ficus rubiginosa.
F. obliqua var. puberula resultó estar emparentada más lejanamente con F. obliqua que con F. rubiginosa, razón por la cual se la reclasificó como una especie separada, Ficus brachypoda.
Con más de 750 especies, Ficus es uno de los géneros más numerosos dentro de las Angiospermas. Basándose en caracteres morfológicos, el botánico inglés E. J. H. Corner dividió el género en cuatro subgéneros, lo que más tarde se expandió a seis. En esta clasificación, F. obliqua se ubicó en la subserie Malvanthereae, serie Malvanthereae, sección Malvanthera del subgénero Urostigma (subgénero que se asocia sistemáticamente con el término «baniano»). En su reclasificación de la sección Malvanthera australiana, el botánico australiano Dale J. Dixon modificó las delimitaciones de la serie dentro de la sección, pero dejó esta especie en la serie Malvanthereae.
En un estudio publicado en 2008, Nina Rønsted y colaboradores analizaron por primera vez a nivel molecular las relaciones filogenéticas en la sección Malvanthera, mediante el uso de tres marcadores moleculares: los espaciadores transcritos internos y externos del ADN ribosómico (conocidos por sus siglas en inglés, ITS y ETS) y el gen codificante de la enzima gliceraldehído-3-fosfato deshidrogenasa. Se encontró que F. obliqua estaba más estrechamente emparentada con tres especies del árido Territorio del Norte australiano (F. platypoda, F. subpuberula y F. lilliputiana) y la clasificaron en la nueva serie Obliquae, en la subsección Platypodeae. F. obliqua permaneció como una especie de la selva de transición mientras que las especies emparentadas se difundieron hacia regiones más secas.

## Descripción morfológica y anatómica

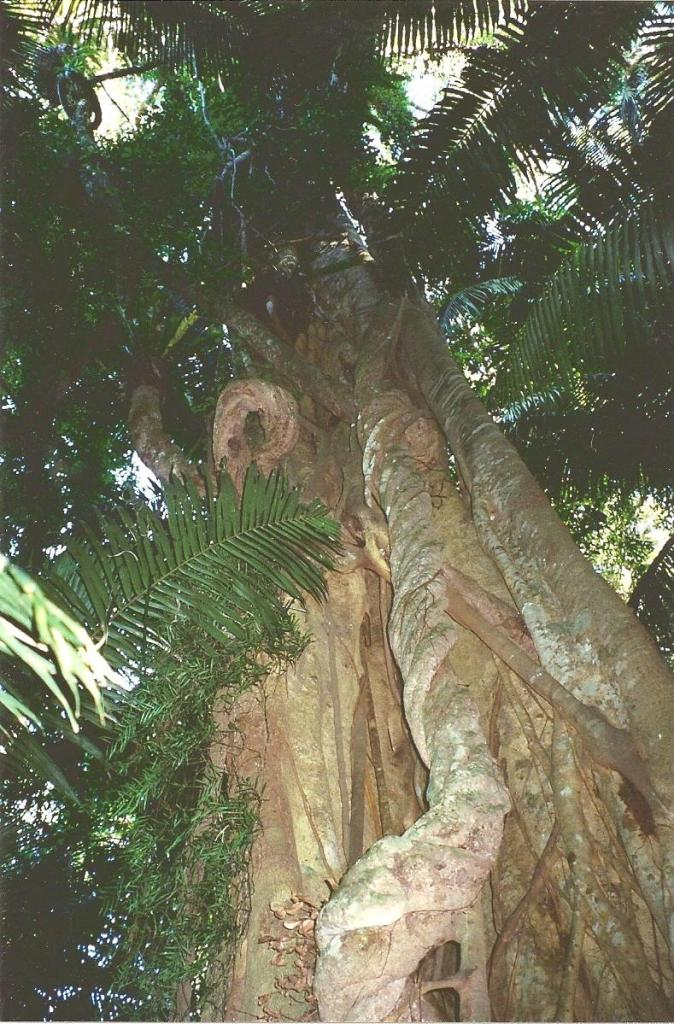
Ejemplar de Ficus obliqua con una altura estimada que supera los 50 m (Parque nacional Montes de la Frontera, Nueva Gales del Sur, Australia).

Ficus obliqua es un árbol cuyo porte varía según el hábitat en el que vive. Puede alcanzar entre 15 y 60 m de altura, con una copa de diámetro similar. En distintas reservas ecológicas australianas se observan ejemplares de casi 50 m de altura, como en Mary Cairncross Scenic Reserve (Maleny, Queensland), o en Illawara Escarpment State Conservation Area (Wollongong, Nueva Gales del Sur). En cambio, el ejemplar ubicado en Mick Ryan Park, un parque abierto sito en Milton (Nueva Gales del Sur), es 2,7 veces más ancho que alto. [Ver su imagen en la ficha].
F. obliqua presenta una corteza grisácea, lisa y delgada, con lenticelas de color más claro, y raíces fúlcreas que pueden alcanzar los 3 m de diámetro. Al igual que otras especies de su género, F. obliqua es una planta productora de látex, a partir de laticíferos no articulados.
Las hojas de color verde brillante son elípticas a oblongas y miden 5–8 cm de largo por 2–3,5 cm de ancho, con pecíolos de 1–2 cm. Están dispuestas de forma alterna en los tallos. Los frutos de forma redondeada se disponen de a pares. Al madurar cambian su color verde por el amarillo para luego virar a un color anaranjado o rojo-anaranjado, salpicado a veces de rojo más oscuro. Los frutos alcanzan un diámetro medio de 6–10 mm durante la maduración en abril a julio, aunque el árbol también puede fructificar en otras épocas del año.
Tal como sucede en todas las especies del género Ficus, el higo –una clase de fruto compuesto al que se denomina sicono– es en realidad una inflorescencia constituida por un receptáculo cóncavo cerrado sobre sí mismo, en cuyo interior hueco se dispone un complejo de cimas muy contraídas con flores unisexuales. F. obliqua es una planta monoica –las flores masculinas y femeninas son producidas por la misma planta y, de hecho, en el interior del mismo sicono. Dentro de un fruto dado, las flores femeninas maduran y se vuelven receptivas varias semanas antes que suceda la maduración del polen en las masculinas. Es polinizado por avispas de los higos del género Pegoscapus.
Históricamente ha habido cierta dificultad para diferenciar a F. obliqua de otra especie estrechamente emparentada, F. rubiginosa. Sin embargo, F. obliqua puede distinguirse por sus frutos más pequeños sostenidos por pedúnculos más cortos, como así también por sus hojas glabras, tanto en su cara adaxial (superior) como en la abaxial (inferior); además, los pecíolos, las estípulas y las brácteas basales presentan solamente pelos hialinos ascendentes. Solo algunas formas de F. rubiginosa tiene las hojas y pecíolos glabros, mientras que otras los tienen cubiertos por una fina pilosidad. Como se señaló antes, los siconos de F. obliqua son de menor tamaño: según Dixon, poseen 4,3–11,9 mm de largo y 4,4–11 mm de diámetro en el plano ecuatorial; en cambio, los de F. rubiginosa poseen 7,4–17,3 mm de largo y 7,6–17,3 mm de diámetro. También se diferenciaron Ficus platypoda y Ficus leucotricha, otras especies estrechamente asociadas pertenecientes al subgénero Urostigma.

## Distribución y longevidad
En Australia, F. obliqua se presenta desde el monte Dromedary (también llamado monte Gulaga; 36° S), al sur de Nueva Gales del Sur, hacia el norte a lo largo de la costa y la Gran Cordillera Divisoria, hasta el extremo de la península del Cabo York en el norte de Queensland. Fuera de Australia, F. obliqua se encuentra en Nueva Guinea y en las islas del litoral, desde donde se extiende por el este de Indonesia hasta la isla de Célebes; y a través de Melanesia hasta las islas del sudoeste del Pacífico: se la halla en Nueva Caledonia, Fiyi, Tonga, Samoa y Vanuatu. Se pensó que su localización alcanzaba el oeste de Australia, pero en el presente se identifican esas colecciones con Ficus brachypoda.
Dentro de los estados de sucesión vegetal, se considera que Ficus obliqua es una especie de fase secundaria (es decir, no pionera) tardía, de vida prolongada, que persiste durante la etapa de madurez de la selva. Algunas estimaciones señalan para los individuos de esta especie una duración posible de unos 500 años o más.

## Ecofisiología

### Requerimientos ambientales
A F. obliqua le resultan más propicios aquellos suelos con elevada dotación de nutrientes y de agua (suele localizarse en lugares con precipitaciones de 1200-1400 mm anuales), pero también vegeta en suelos de areniscas o de latitas como los de la región de Sídney. Se cuenta entre las especies con requerimiento de luz moderadamente elevado. Su hábitat es la selva templado-cálida a subtropical húmeda y suele ubicarse en laderas escarpadas y barrancos. Los ejemplares de mayor envergadura pueden sobresalir por encima del dosel como árboles componentes del «estrato emergente», es decir, aquel que crece sobre todos los restantes estratos.

### Mecanismos de adaptación

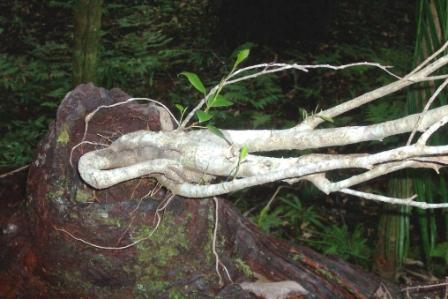
Planta joven de Ficus obliqua, desarrollando como hemiepifita en Wilson River, Nueva Gales del Sur.

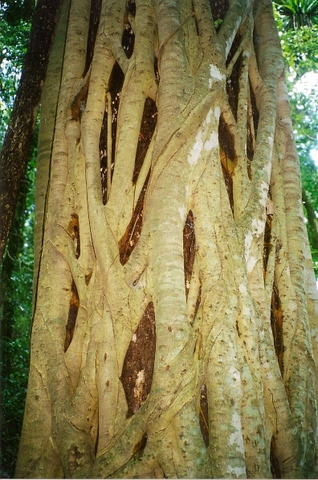
Planta adulta de Ficus obliqua que desarrolló inicialmente como hemiepifita. Se ubica en la reserva natural Boorganna, en Taree, Nueva Gales del Sur.

Las higueras estranguladoras, entre las que se cuenta Ficus obliqua, presentan un conjunto de mecanismos de adaptación que les permite desarrollarse en condiciones selváticas de competencia por luz y nutrientes. Las higueras que se propagan a partir de la deposición de la semilla por parte de las aves en el follaje de otras plantas, desarrollan como hemiepifitas durante la primera etapa de su vida y emiten raíces adventicias hacia el suelo del bosque o selva que habitan. Estas higueras expanden sus raíces cada vez más hasta circundar la planta hospedante. Las raíces se anastomosan y finalmente estrangulan a su anfitrión, al ceñirlo y anillarlo de forma efectiva. La higuera, que sobrevive como individuo independiente, puede permanecer como un ejemplar de carácter «columnar», cuyo centro hueco constituye el espacio anteriormente ocupado por la planta hospedante que murió sofocada. Sin embargo, este proceso no se considera exclusivamente un fenómeno de predación, sino además de eventual competencia por recursos tales como la luz o nutrientes.
Al estudiar los miembros del subgénero Urostigma que viven primero como epifitas y luego como plantas independientes, se verificó que estas higueras estranguladoras manifiestan plasticidad morfológica y fisiológica. El sustrato de las epifitas posee mayores niveles de amonio y fosfato disponibles para la planta y similares niveles de nitratos en comparación con el suelo de la selva, lo que sugiere que el nitrógeno y el fósforo no son recursos limitantes en el inicio de la vida de la planta. Asimismo, las higueras estranguladoras del subgénero Urostigma tienen bajas tasas de asimilación de nitrato foliar en comparación con las higueras no estranguladoras de otros subgéneros (Pharmacocycea, Sycidium, Sycomorus o Synoecia). El ion nitrato es una fuente de nitrógeno energéticamente cara para la planta, por lo cual el bajo uso de nitratos puede significar una adaptación de las higueras estranguladoras para conservar la energía durante su crecimiento epifítico.
Por su parte, el potencial osmótico de las hojas de ejemplares de cinco especies de Ficus hemiepifitas resultó ser más elevado que aquel de sus congéneres enraizados al suelo, aunque estos últimos tenían mejor acceso al agua. Existen varias explicaciones posibles para este mecanismo en apariencia contrario a lo esperable, y es que en ausencia de suelo, el agua resulta relativamente abundante durante pulsos cortos en cuyo caso la baja presión osmótica es innecesaria para la captación del agua. Si, en cambio, el agua fuera extremadamente exigua, su captación no se vería mejorada ni siquiera por una disminución del potencial osmótico.

### Reproducción y mutualismo

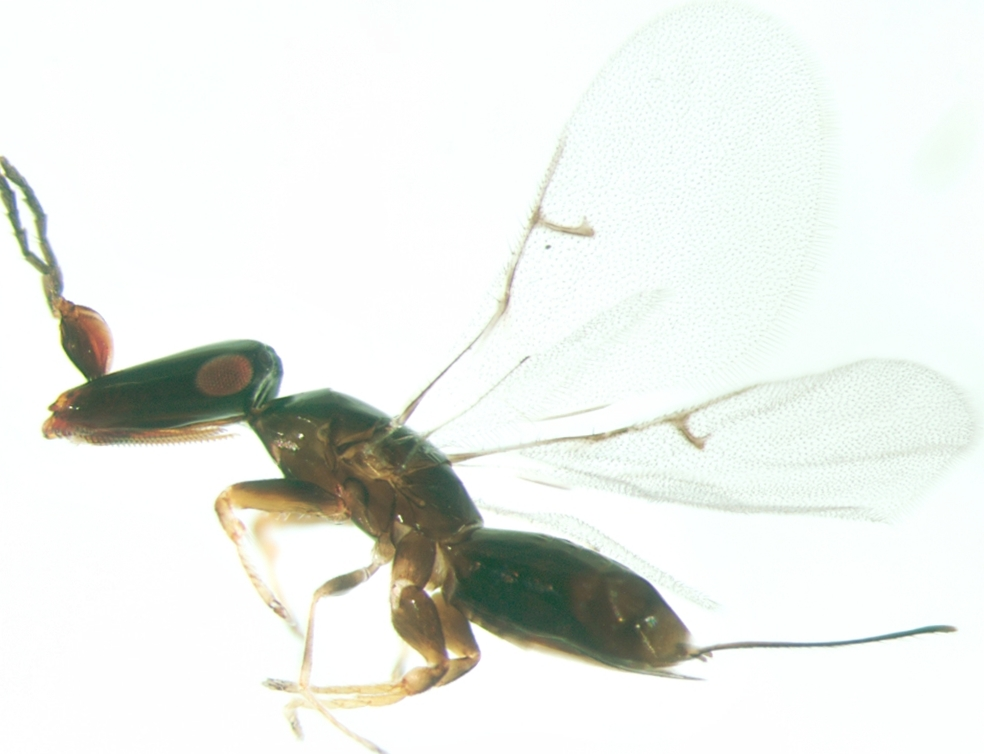
Pleistodontes es un género de avispas de los higos nativas principalmente de Australia y Nueva Guinea, cuyo tamaño no excede unos pocos milímetros. Pleistodontes mantiene una relación de mutualismo con especies del género Ficus correspondientes al subgénero Urostigma, entre los que se cuenta F. obliqua, polinizada por dos especies de avispas de los higos: Pleistodontes greenwoodi y Pleistodontes xanthocephalus.

Cada especie del género Ficus mantiene un mutualismo obligado con alguna especie de avispas de los higos (Agaonidae): los higos son polinizados únicamente por avispas de los higos, y estas avispas solamente pueden reproducirse en flores de la higuera. Generalmente, el mutualismo es específico, es decir, cada especie de higuera depende de una especie única de avispa para la polinización en tanto que las pequeñas avispas dependen de forma similar de su especie de higuera para reproducirse. Tradicionalmente se considera este mutualismo como uno de los ejemplos de coevolución más impactantes, que se extiende desde el Cretácico hasta la actualidad, durante unos 90 millones de años. La suposición de que cada especie de higuera es polinizada por una sola especie de avispa de los higos fue cuestionada por el descubrimiento de complejos crípticos de especies dentro de lo que se pensaba eran especies únicas de avispas. F. obliqua es polinizada por dos especies de avispas de los higos —Pleistodontes greenwoodi y P. xanthocephalus.
Las flores femeninas y masculinas de cada sicono maduran en diferentes momentos. Las avispas hembras penetran en el sicono a través del ostíolo, acarreando una carga de polen proveniente de otro higo, y depositan huevos en las flores femeninas en coincidencia con el momento en que las mismas están receptivas. Generalmente, esto es seguido de la muerte de las avispas hembras, cuyos cuerpos permanecen en el interior del higo. Los huevos ovipuestos por diferentes hembras eclosionan más tarde dando lugar a una progenie de machos y de hembras que copulan entre sí. Los machos, que eclosionan primero, presentan escasa movilidad. En cambio, las hembras aladas de la nueva generación, ya fecundadas, cargan el polen de las flores masculinas que para entonces han madurado, y abandonan el fruto para visitar otros siconos y repetir el proceso. En un estudio de campo efectuado en Brisbane se descubrió que cada ejemplar de F. obliqua a menudo porta simultáneamente siconos en la fase masculina (es decir, con flores masculinas portadoras de polen maduro) y en la fase femenina (es decir, con flores femeninas maduras y receptivas). Esto podría ser favorable para la reproducción en poblaciones aisladas, como las que habitan en islas. El mismo estudio encontró un número ligeramente reducido de siconos en fase masculina durante el invierno, que se supuso se debe al incremento de la mortalidad de las avispas polinizadoras en los meses más fríos.

### Consumo de frutos y dispersión de las semillas

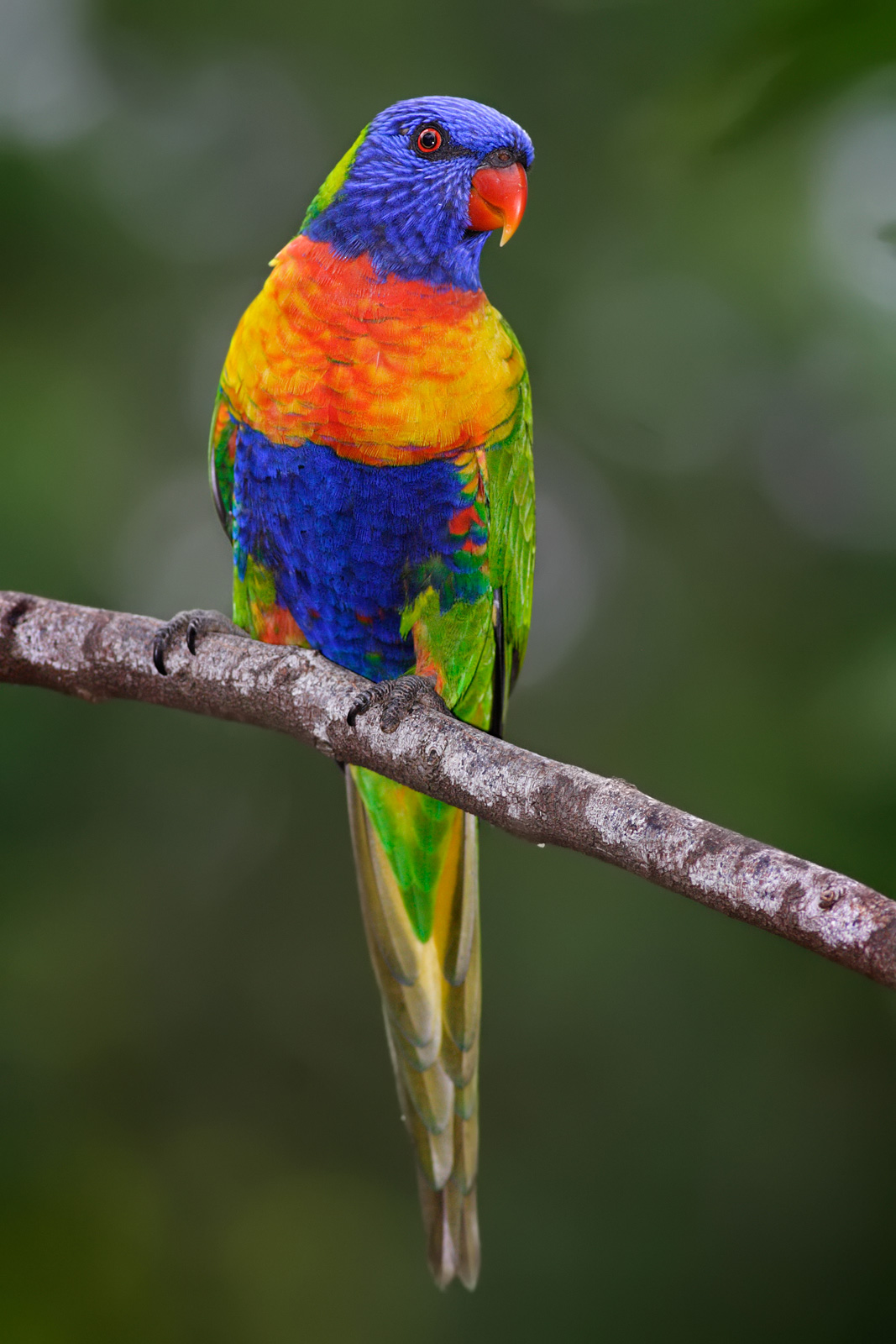
Trichoglossus haematodus moluccanus, subespecie de la familia de las Psittacidae que se alimenta de los higos de F. obliqua, con lo cual coadyuva a la dispersión de las semillas.

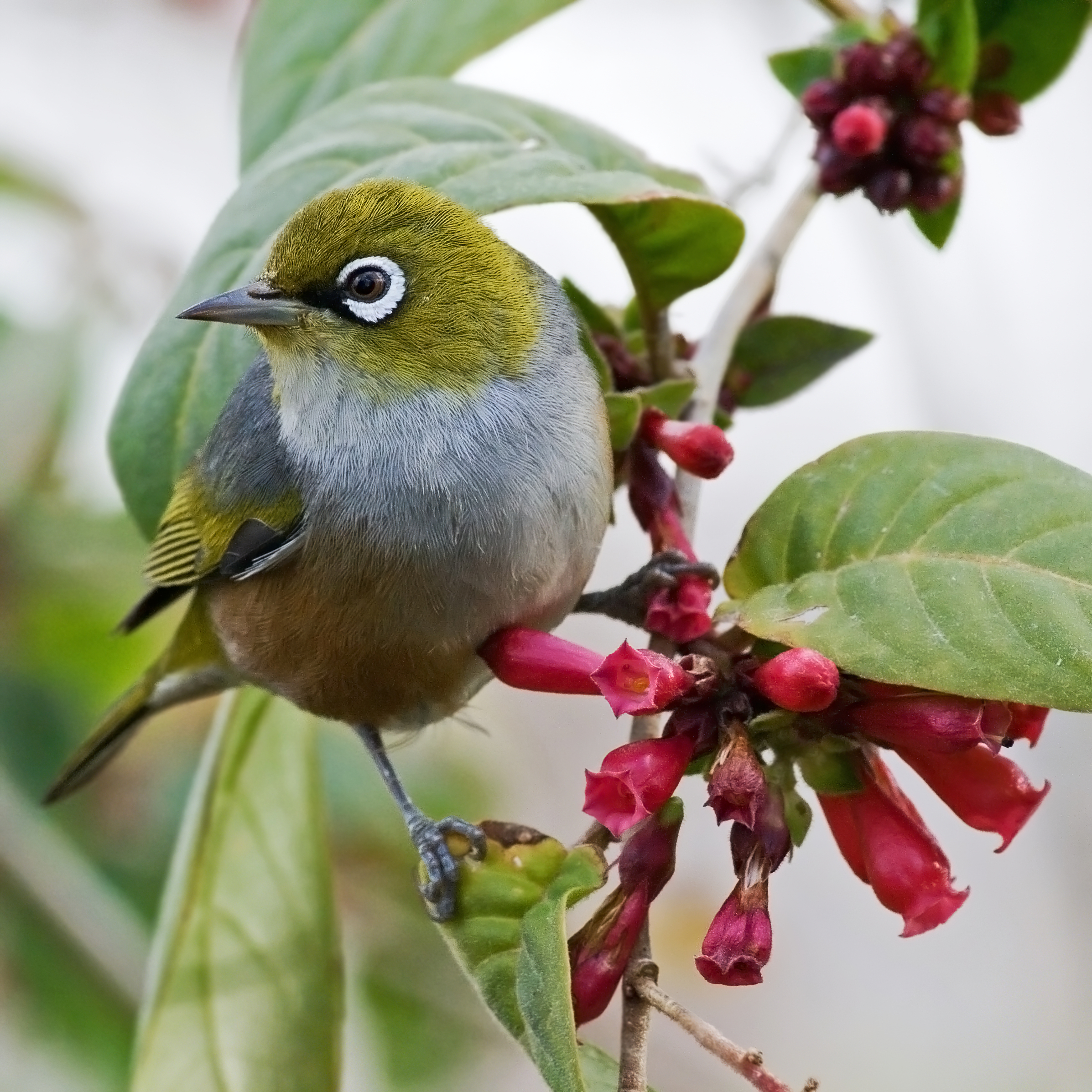
El zosteropo de lomo gris (Zosterops lateralis) es un ave frugívora consumidora de los higos de Ficus obliqua.

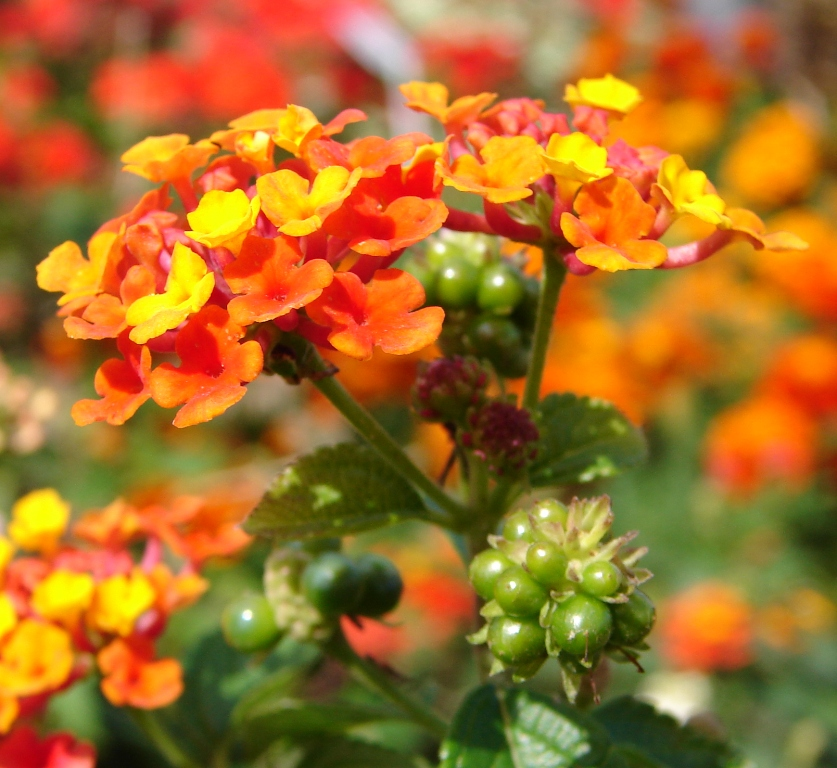
Flores y frutos de Lantana camara roja, una de las principales variedades de color constituidas en maleza de Australia, competidora con F. obliqua por la dispersión de las semillas.

Por su aporte alimenticio, Ficus es el género de plantas más importante para los frugívoros tropicales. La abundante producción de frutos en casi todas las estaciones del año los hace funcionalmente importantes como fuente de alimento para la vida silvestre, particularmente durante aquellos períodos en carestía general de frutos. A su vez, esto da lugar a la endozoocoria, es decir, la dispersión de las semillas ingeridas junto con el fruto.
El lorito de doble ojo de la higuera (Cyclopsitta diophthalma) se alimenta del fruto de Ficus obliqua, deponiendo continuamente los detritos de los frutos en el terreno. Una subespecie de lori arco iris (Trichoglossus haematodus moluccanus) también consume el fruto y dispersa las semillas. Otras aves que cumplen una función similar son: el casuario común o austral (Casuarius casuarius), y variadas especies de palomas y tórtolas de las tierras australianas, tales como Macropygia phasianella, Ptilinopus regina, Ptilinopus magnificus, Leucosarcia melanoleuca, Lopholaimus antarcticus; los paseriformes Zosterops lateralis (vulgarmente conocido como zosteropo de lomo gris), Strepera graculina, Coracina novaehollandae, Oriolus sagittatus, Sphecotheres vieilloti, Ailuroedus crassirostris, Sericulus chrysocephalus, Ptilonorhynchus violaceus, y Meliphaga lewinii. Las palomas Ptilinopus perousii y Ptilinopus porphyraceus, que se distribuyen en el oeste de la Polinesia, tienen en los higos de F. obliqua una fuente de alimento de primer orden, y se recomendó la plantación de esta especie vegetal en Tonga para estas aves. También se alimentan del fruto distintos zorros voladores o murciélagos frugívoros (megaquirópteros), tales como Pteropus conspicillatus, y Pteropus poliocephalus. Los animales que se alimentan de los higos dispersan las semillas, que luego germinan y desarrollan sobre otras plantas en condición de epifitas, o sobre las rocas en calidad de litófitas.
Lantana camara, una planta arbustiva invasora catalogada entre las cien especies exóticas más dañinas del mundo, ha cubierto áreas significativas de Australia y puesto en peligro a diversas plantas nativas, entre las que se cuentan las especies del género Ficus en general y F. obliqua en particular. Esto se debe a que las aves que tradicionalmente consumían los frutos y dispersaban las semillas de plantas nativas como F. obliqua, actualmente hacen lo propio con lantana, lo que contribuye simultáneamente a la disminución de la diseminación de las semillas de las especies nativas y al incremento de la invasión de esta maleza.

### Plagas deFicus obliqua
Las hojas de F. obliqua sirven de fuente de alimento a las larvas de distintas especies de mariposas diurnas: Euploea core, Euploea alcathoe, y a la oruga medidora Scopula epigypsa.
La especie de trips Gynaikothrips australis se alimenta del envés de las hojas nuevas de F. obliqua, como también de las de F. rubiginosa y F. macrophylla. A medida que las células vegetales mueren, las células próximas se inducen para la producción de tejido meristemático, de lo cual resulta la formación de agallas, y la deformación y enrulamiento de las hojas. Los trips permanecen en las agallas por la noche y deambulan durante el día antes de retornar al atardecer, posiblemente a agallas diferentes sobre el árbol. Los trips comienzan a alimentarse cuando el árbol presenta nuevas brotaciones, y el ciclo de vida se extiende por alrededor de seis semanas. En otras ocasiones, los trips viven en las hojas viejas sin alimentarse, o empupan protegidos por la corteza.

## Usos

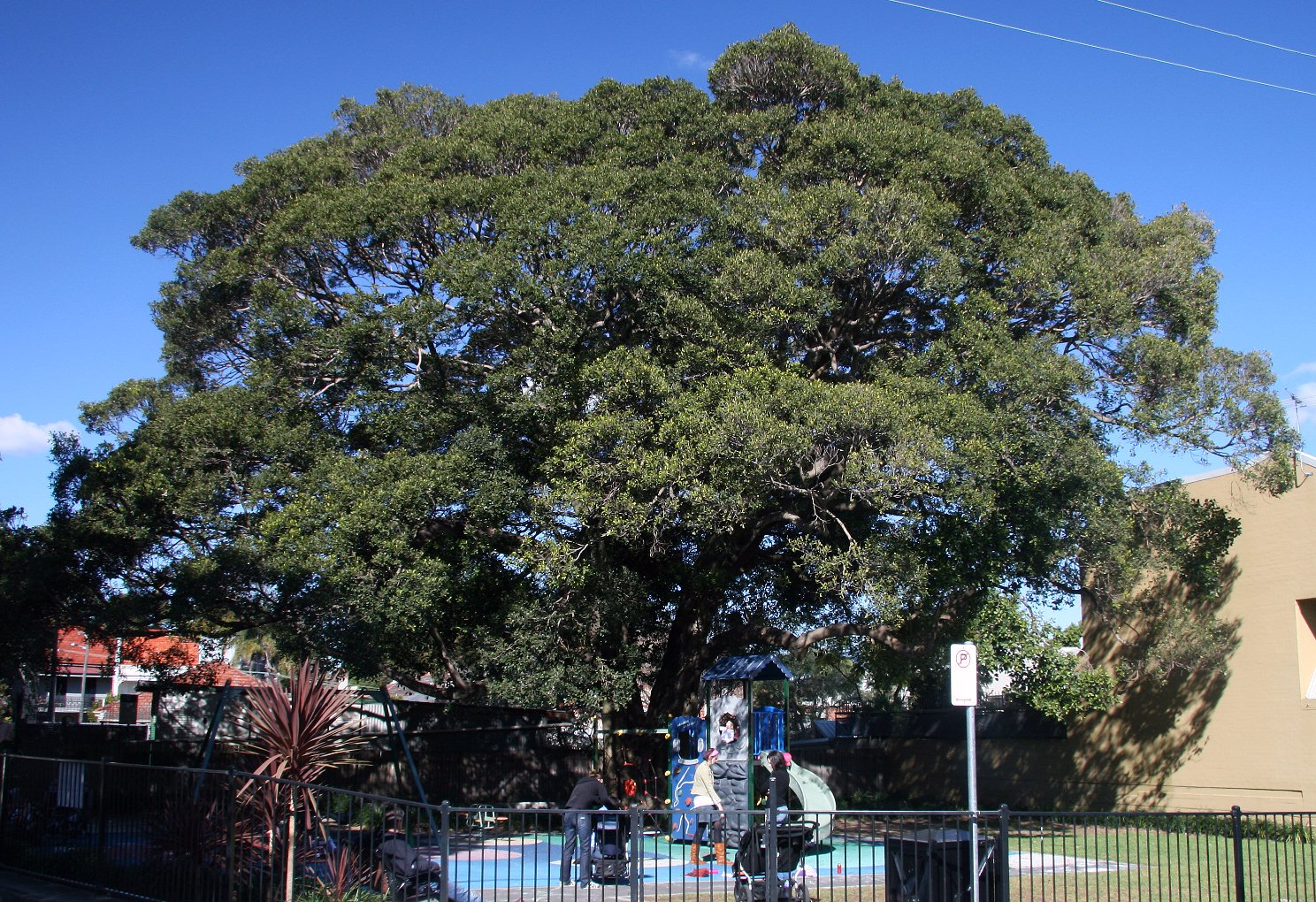
Ficus obliqua plantada como árbol de sombra en un patio de recreo de Glebe, Nueva Gales del Sur.

Ficus obliqua es un elegante árbol de sombra para parques o campos, y se adapta a suelos diferentes. Un ejemplar notable ubicado en Mick Ryan Park, Milton, en la costa sur de Nueva Gales del Sur presenta 14 m de alto y 38 m de ancho, y es un punto de referencia local. Al igual que otras especies de higueras que se convierten en árboles de gran envergadura, Ficus obliqua es apto únicamente para jardines muy grandes, dado que su sistema radical agresivo invade los desagües y los diferentes cuadros del jardín. Las higueras también dejan caer grandes cantidades de fruta y de hojas, y esos restos vegetales suelen acumularse bajo su copa.
Para realizar bonsái, F. obliqua es menos utilizada que F. rubiginosa. Con todo, su uso resulta conveniente por varias razones, particularmente por sus hojas pequeñas y la tendencia de su tronco a ensancharse, atributos óptimos para un árbol de 10-80 cm de altura. Es muy comercializada en viveros de bonsáis del área de Brisbane como especie local y tenida en estima por Bradley Barlow. Barlow presentó un ejemplar proveniente de Brisbane que resultó premiado en la competencia internacional de clubs de bonsái en 2006.
F. obliqua también es apropiada para su uso como planta de interior en lugares de baja, media o alta luminosidad. La fruta es comestible y tiene buen sabor. La madera es demasiado blanda para uso industrial.
Conocido como baka o baka ni Viti en Fiyi, muchos órganos de Ficus obliqua se utilizan en la medicina tradicional de ese país insular, donde se la consideraba sagrada. El látex de aspecto lechoso fue utilizado para tratar los dolores articulares y extremidades hinchadas. Diluido con agua y bebido, se emplea para mejorar la leche materna. Una infusión realizada con la corteza de la raíz se usó para tratar la debilidad posparto, en tanto que el líquido extraído de la misma corteza de raíz se utiliza para aliviar los dolores de cabeza severos, y las infusiones de corteza del tronco se emplean para aliviar dolencias respiratorias. Las hojas se aplican a las úlceras derivadas de infecciones de transmisión sexual. El látex también se aplica para el tratamiento de forúnculos, de otras infecciones cutáneas y de pequeñas heridas, tanto en Samoa como en Australia.